# Hector Khlat
Hector Khlat, né en 1888 à Tripoli au Liban et décédé en 1977, est un poète libanais francophone. Il fut un « chantre » de la culture libanaise. Il fait ainsi partie des auteurs du libanisme phénicien qui ont pour muse "la Montagne inspirée" de Charles Corm. Pour cette école littéraire libanaise, la vocation du Liban est d'être un trait entre l'Orient et l'Occident.
En 1916, il fonde la revue poétique Ébauche et en 1940, la direction de la Bibliothèque nationale du Liban lui est confiée par le Président de la République en date Émile Eddé.
L’Académie française lui décerne le prix de la langue-française en 1935 et en 1963.